# فلیپ‌بورد
فلیپ‌بورد (به انگلیسی: Flipboard) نام سرویس خبرخوان رایگانی است که اخبار محتواهای وب را از منابع مهم خبری در تمام زمینه‌ها از جمله عکاسی، هنر و تکنولوژی، ورزش، اقتصاد، علوم و سیاست با دقت پردازش می‌کند و به صورت دسته‌بندی شده در اختیار کاربرانش می‌گذارد.
فلیپ‌بورد از پلتفرم‌های مختلف و متنوعی پشتیبانی می‌کند و می‌توان به آن از طریق گوشی‌های اندرویدی، آیفون، آی‌پد و سیستم‌های ویندوزی و فضای وب، دسترسی پیدا کرد.

## افتخارات
- اپلیکیشن برتر خبری اجتماعی در مسابقه جایزه ویبی در سال ۲۰۱۱
- اپلیکیشن برتر خبری اجتماعی در مسابقه جایزه ویبی در سال ۲۰۱۲[۲]